# 薄鱗突吻鱈
薄鱗突吻鱈，為輻鰭魚綱鱈形目鼠尾鱈科的其中一種，分布於全球各大洋海域，深度282-5180公尺，體長可達102公分，屬深海底棲性魚類，棲息在大陸坡底層水域，以頭足類、甲殼類等為食，生活習性不明。

## 扩展阅读
維基物種上的相關：薄鱗突吻鱈